# 格蘭德里弗鎮區 (愛荷華州韋恩縣)
格兰德里弗鎮區（英語：Grand River Township）是位於美國愛荷華州韋恩縣的一個行政鎮區。

## 地方資料
根據2010年美國人口普查的數據，格兰德里弗鎮區的面積為62.53平方千米，當中陸地面積為62.45平方千米，而水域面積為0.08平方千米。當地共有人口357人，而人口密度為每平方千米5.71人。